# 茲氏副䲁
茲氏副䲁（學名：Parablennius zvonimiri），為輻鰭魚綱鳚形目䲁科副䲁屬的一種，分布於地中海及黑海海域，深度6至12公尺，背鰭硬棘12枚、背鰭軟條18枚、臀鰭硬棘2枚、臀鰭軟條19-20枚，體長可達7公分，棲息在沿岸岩石區，以藻類及小型無脊椎動物為食，雌魚產附著性卵，雄魚有護卵行為，幼魚為浮游性，生活習性不明。